# Великий день інків
Великий день інків — науково-фантастична повість українського радянського письменника Юрія Бедзика. Уперше твір опубліковано в 1960 році у видавництві «Дитвидав» під назвою «Вогонь на вершині Комо», пізніше неодноразово перевидавалась у цьому ж видавництві, пізніше неодноразово перевидавалась у цьому ж видавництві, яке пізніше отримало назву «Веселка», у доповненому та переробленому вигляді вже під назвою «Великий день інків», твір відомий також під назвою «Останній день імператора інків». За розмірами твір більший, ніж реважна більшість повістей, проте книга видавалася виключно як «повість». У книзі в стилі тогочасних радянських ідеологічних настанов розповідається про пригоди радянської етнокультурної та географічної експедиції, яка працює в неназваній країні Південної Америки, та отримує завдання знайти зниклого безвісти у віддаленій частині країни голландського вченого, на фоні підготовки загальнонаціонального повстання проти місцевої військової хунти.

## Сюжет книги
У пролозі твору йдеться про те, що голландський вчений Ван-Саунгейлер із глибин сельви однієї з південноамериканських країн подає сигнал, що в цій країні біля гори Комо вчинено злочин, у результаті якого загинуло багато людей. Передачу сигналу довелось перервати у зв'язку із появою урядових військ, які мали намір затримати голландця, проте Ван-Саунгейлеру вдається втекти. Сама ж повість починається із повернення до пункту відправлення в одній із південноамериканських країн, яка нещодавно пережила військовий переворот, радянської етнографічно-географічної експедиції, яка протягом 10 днів працювала у віддалених районах країни, та зібрала чималий матеріал. Експедицією керує професор Крутояр, який прибув до Південної Америки разом із своїм сином Олесем. У місті Крутояр випадково зустрічає свого старовинного знайомого, шведського вченого Сундстрема, який повідомляє йому про зникнення голландського вченого, та про звістку, яку він хотів передати людству. Повний зміст звістки залишився незрозумілим для більшості людей, а на думку шведа, в ній ішлося про якусь сучасну таємницю, на думку Крутояра мовилось про можливу розгадку загибелі останніх захисників Імперії інків. Шведський учений просить Крутояра продовжити експедицію з метою розпочати пошуки Ван-Саунгейлера. Радянський вчений погоджується, і для експедиції наймають невеликий річковий корабель, який відпливає з експедицією по місцевій річці Ріо-Оскуро, течія якої спрямована вглиб південноамериканських джунглів. Хоча для безпеки експедиція отримала підтримку від радянського та голландського урядів, та гарантії від уряду країни перебування, члени експедиції побоюються негласного спротиву місцевих представників влади, поліції, а особливо — місцевих багатіїв, які ненавидять голландського вченого за його позицію під час кривавого військового перевороту в країні. Корабель усе далі заглиблюється в гущавину лісів, і поступово збільшується опір місцевої влади просуванню експедиції. Капітан корабля, який сам родом із Колумбії, розповідає одночасно про своє життя, про участь у повстанні проти військової хунти, та про різноманітні індіанські племена сельви, й про різноманітних злочинців та убивць, які також знаходять притулок у сельві. Паралельно професор Крутояр нагадує членам експедиції історію падіння імперії інків, та про подальшу боротьбу нащадків інків за свою свободу і незалежність. Пізніше на експедицію здійснюють напад індіанці, проте за допомогою вогнепальної зброї експедиції вдається відбитися. пізніше індіанці роблять спробу ще раз захопити судно за допомогою намотаних ліан на гвинт корабля, проте завдяки кмітливості членів експедиції вдається і цього разу вийти із ситуації. Члени експедиції затримують хлопчика-індіанця на судні, та роблять висновок, що це він зробив спробу диверсії на судні, проте син професора Олесь просить його відпустити, на що індіанський хлопчина говорить, що він є сином вождя племені Ганкаура, а Олесь тепер є його братом, у знак чого він дарує йому свій амулет. Далі експедиція натрапляє на покинутий корабель, на якому знаходить важко поранену жінку, яку переправляє на своє судно. Після того, як члени експедиції покидають судно, воно несподівано спалахує вогнем і згоряє. На покинутому кораблі члени експедиції знаходять також молодого індіанця, який стає новим другом сина професора Крутояра Олеся. Олесь, окрім того, вирішує пробратися на загиблий корабель, щоб знайти загублений ліхтарик, проте потрапляє до рук індіанців, але за допомогою свого нового друга, сина вождя індіанців Ганкаура, його відпускають на волю. далі у творі паралельно розповідається про долю доктора Каріоко Коельйо, та його сина П'єтро, якого за антиурядову та благодійницьку діяльність лікаря викрали в дитинстві, та поселили в індіанському племені, у якому він став не просто вождем, а й основним провідником провладної політики серед індіанців, окрім того, часто отримував завдання знищити разом із підручними індіанцями противників влади. Сам же Коельйо співпрацює з антиурядовими партизанами, а його дочка Ернестина є зв'язковою в антиурядовому підпіллі. Пізніше доктору повідомили, що його дочка була на борту загиблого на річці корабля, проте її тіло не знайшли. Сама ж жінка ненадовго приходить на кораблі до свідомості, та повідомляє, що треба подати якийсь сигнал на горі Комо. Оскільки подальше транспортування жінки було небезпечним, експедиція вирішила залишити її в індіанському племені, яке прихильно до неї поставилось. Тим часом на загін, у якому переховується доктор Коельйо, натрапили проурядові бандити, керівник яких, відомий за кличкою Чорний Себастьян, має особисту неприязнь до доктора та його дочки. Проте за допомогою хитрощів, хоча й ціною життів половини загону, повстанцям вдається врятуватися. Тим часом радянська експедиція у зв'язку із неможливістю подальшого плавання сходить на берег, і продовжує свої пошуки пішим ходом, по дорозі спостерігаючи нужденне життя місцевих індіанців. По дорозі вони дізнаються про смерть дочки доктора Коельйо. Сам доктор Коельйо також отримує звістку про смерть дочки. Представники марксистського напрямку антиурядових повстанців пропонують доктору приєднатися до загальнонаціонального повстання проти хунти, що має розпочатися із політичного страйку, а сигналом до його початку має стати запалений вогонь на горі Комо. Експедиція тим часом разом із провідником — молодими індіанцем, якого знайшли на покинутому кораблі — заглиблюється усе далі в сельву у пошуках голландського вченого. У індіанському племені, де вождем є батько провідника експедиції, учені знаходять давню книгу, написану по-латині, у якій описується про подорож першовідкривача Амазонки Франсіско де Орельяна до країни Ельдорадо, яка виявилась одним із останніх притулків армії інків, проте після бою із ними загін Орельяни вимушений був відступити назад, і так і не потрапив у країну золота. Прочитавши книгу, керівник експедиції Крутояр припускає, що в ній описана розгадка давньої таємниці інків, і для її повного розв'язання та для того, щоб знайти голландського вченого, треба йти до гори Комо. Експедиція продовжує свій шлях, проте її слідами йдуть найняті провладними силами індіанці-вбивці. Далі експедиція натрапляє на колонію німецьких нацистів, які втекли до південної Америки після закінчення Другої світової війни. Члени колонії зайняті розробкою якоїсь новітньої страхітливої зброї масового знищення. Членів експедиції відпускають після того, як вони пообіцяли передати в Радянський Союз послання до близького родича керівника колонії. далі по дорозі експедиція натрапляє на хижку в лісі, в якій виявляє ненадісланий лист до президента країни голландського вченого Ван-Саунгейлера. в якому той просить президента звернути увагу на жахливе становище індіанців у країні, та їх фактично безкарне знищення. Експедиція вирішує іти далі, а дорогою до них приєднуються представники місцевих антиурядових повстанців. По дорозі на експедицію напали проурядові сили, під час цього нападу Олесь із провідником-індіанцем утікають у сельву, та потрапляють до селища вороже настроєних індіанців, де їх виручає син Ганкаура, якому Олесь раніше врятував життя, що просить батька не чіпати хлопців. Пізніше стара мулатка, що знала П'єтро-Ганкаура в дитинстві, розповідає йому правду про його походження. після якої він наче прозріває. тим часом у країні розпочинається загальнонаціональне повстання після сигналу — вогню на горі Комо. Тим часом радянська експедиція, яку повстанці визволили, зустрічає розшукуваного ними голландського вченого, що повідомляє їх, що страшний злочин, про який він передавав повідомлення по радіо — це знищення понад 300 індіанців іншим індіанським племенем під керівництвом Ганкаура по наказу місцевих властей та поліції. Присутній при цьому П'єтро-Ганкаур відразу ж був заарештований, а його батько говорить, що його долю тепер має вирішити народний суд. На фоні початку народного повстання експедиція розпочинає повернення додому.